# Amen (zespół muzyczny)
Amen – amerykańska grupa wykonująca szeroko pojętą muzykę rockową. Powstała w 1994 roku w Los Angeles z inicjatywy Caseya Chaosa.

## Muzycy
| Obecny skład zespołu - Casey Chaos − śpiew (1994–2009, od 2014) - John Fahnestock – gitara basowa (1999–2003, 2007–2009, od 2014) - Duke Decter – gitara (2004–2009, od 2014) - John King – gitara (2005–2009, od 2014) Muzycy koncertowi - Roy Mayorga – perkusja (od 2014) Muzycy sesyjni - Dave Lombardo – perkusja (2014) |  | Byli członkowie zespołu - Greg Barrybauer – gitara (1995) - Shannon Larkin – perkusja (1998–2002, 2004) - Sonny Mayo – gitara (1998–2002) - Paul Fig – gitara (1999–2001) - Rich Jones – gitara (2001–2004) - Piggy D. – gitara, gitara basowa (2003–2004) - Joe Letz – perkusja (2005) - Acey Slade – gitara (2004) - Scott Sorry – gitara basowa (2003–2004) - Blake Plonsky – perkusja (2003) - Luke Johnson – perkusja (2003–2005) - Zach Hill – perkusja (2003) - Jinxx – gitara (2005) - Chris Alaniz – perkusja (2007) - Nate Manor – gitara basowa (2005) |

## Dyskografia

### Albumy
- Slave (1998, Drag-U-La Records)
- Amen (1999, Roadrunner Records)
- We Have Come For Your Parents (2000, Virgin Records)
- Join, Or Die (2003, Refuse Music)
- Death Before Musick (2004, EatUrMusic/Columbia)

### Single
- Coma America (2000, Roadrunner Records)
- The Price Of Reality (2001, Virgin Records)
- Too Hard To Be Free (2001, Virgin Records)
- The Waiting 18 (2001, Virgin Records)
- California's Bleeding 2004, EatUrMusic/Columbia)